# Port-Blanc (Côtes-d'Armor)
Port-Blanc (in bretone: Pors Gwenn) è una località balneare francese sulla Manica del nord-ovest della Bretagna (Francia nord-occidentale), situata nella regione storica del Trégor, nel dipartimento delle Côtes-d'Armor. Dal punto di vista amministrativo, si tratta di una frazione del comune di Penvénan (cantone di Tréguier).
La località è stata frequentata da personaggi famosi, quali scrittori, parolieri, ecc.

## Geografia fisica

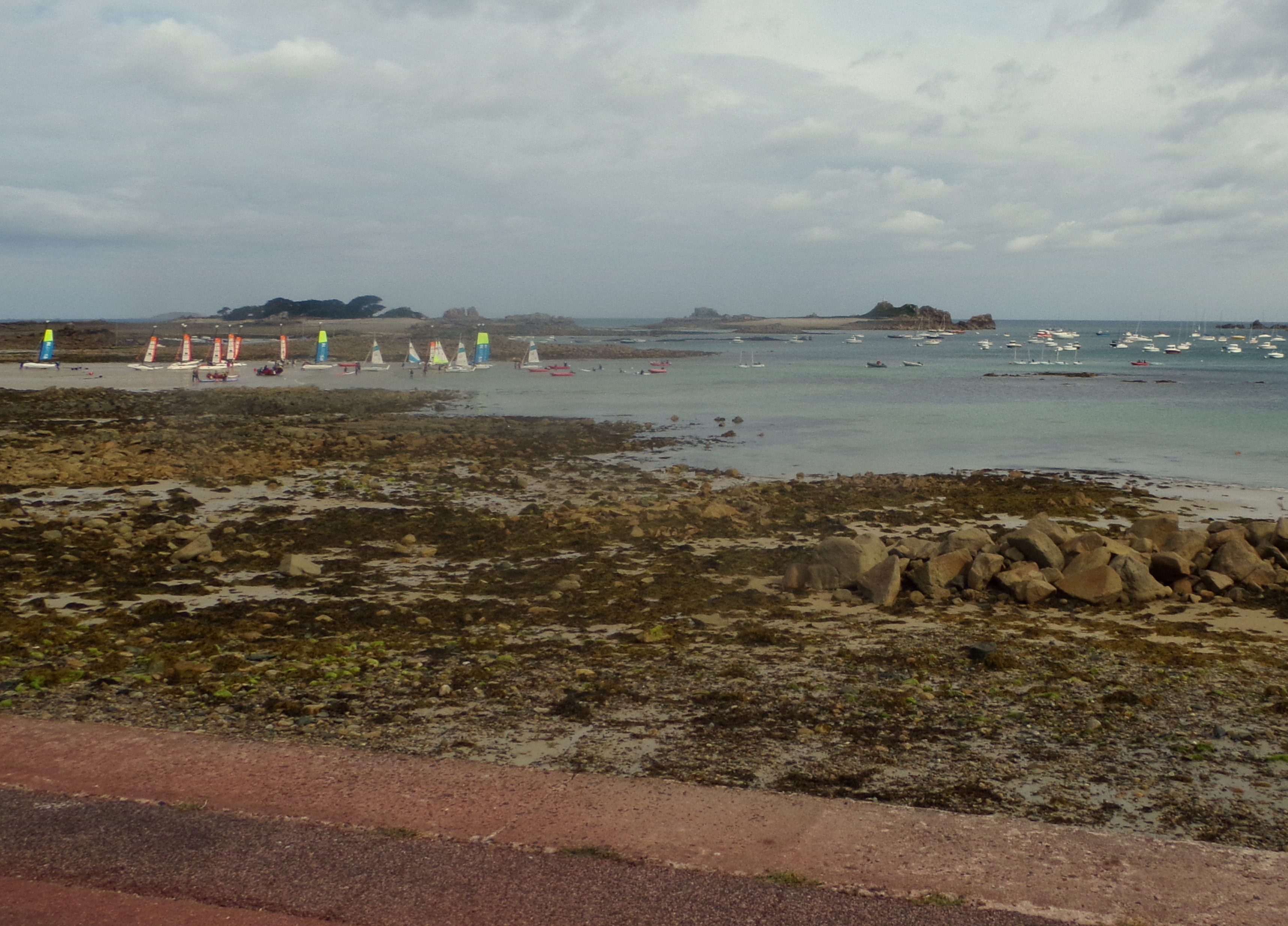
L'Île des Femmes al largo di Port-Blanc

Port-Blan si trova a nord di Penvénan (capoluogo del comune omonimo), tra le località di Perros-Guirec e Plougrescant (rispettivamente ad est della prima e ad ovest della seconda), a circa 8 km a nord-ovest di Tréguier.
Al largo di Port-Blanc, si trovano alcune isole, segnatamente l'isola Saint-Gildas (île Saint Gildas) , l'île des Femmes ("isola delle donne") e l'isola del Château-Neuf (île du Château-Neuf) .

## Storia

### XII secolo
Nel corso del XII secolo, venne eretto a Port-Blanc un oratorio dedicato alla Vergine Maria.

### XV secolo: Azioni militari
A partire dal XV secolo, furono realizzate delle fortificazioni attorno al porto del villaggio, a causa dei ripetuti attacchi da parte degli Inglesi.
Nel 1492, fu realizzata a Port-Blanc una cappella dedicata a Santa Maria (dove sorge ora la cappella attuale), come segno di ringraziamento per aver salvato la località da un nuovo attacco da parte delle truppe inglesi, che avevano scambiato delle felci per dei soldati. La cappella rimpiazzò l'oratorio del XII secolo.

### XIX-XX secolo: celebrità a Port-Blanc
Tra il 1898 e il 1924, soggiornò a Port-Blanc lo scrittore Anatole Le Braz, che acquisì la tenuta di Kerstellic; Le Braz aveva già soggiornato in precedenza Port-Blanc, segnatamenente nell'estate 1891, quando trascorse due mesi in un casolare di pescatori. Vicino alla casa di Le Braz a Port-Blanc risiedeva inoltre lo scrittore Ernest Renan.
A Port-Blanc comprò una tenuta anche il paroliere Théodore Botrel, che costruì in loco una villetta denominata Ty Chansonniou, ovvero la "casa delle canzoni".
Alcune celebrità scelsero anche le isole al largo di Port-Blanc, come l'isola di Saint-Gildas, dove dal 1922 visse fino alla propria morte il premio Nobel per la medicina Alexis Carrel. La dimora era frequentata anche dall'amico di quest'ultimo, l'aviatore Charles Lindbergh.

## Monumenti e luoghi d'interesse

### Architetture religiose

#### Cappella di Nostra Signora di Port-Blanc

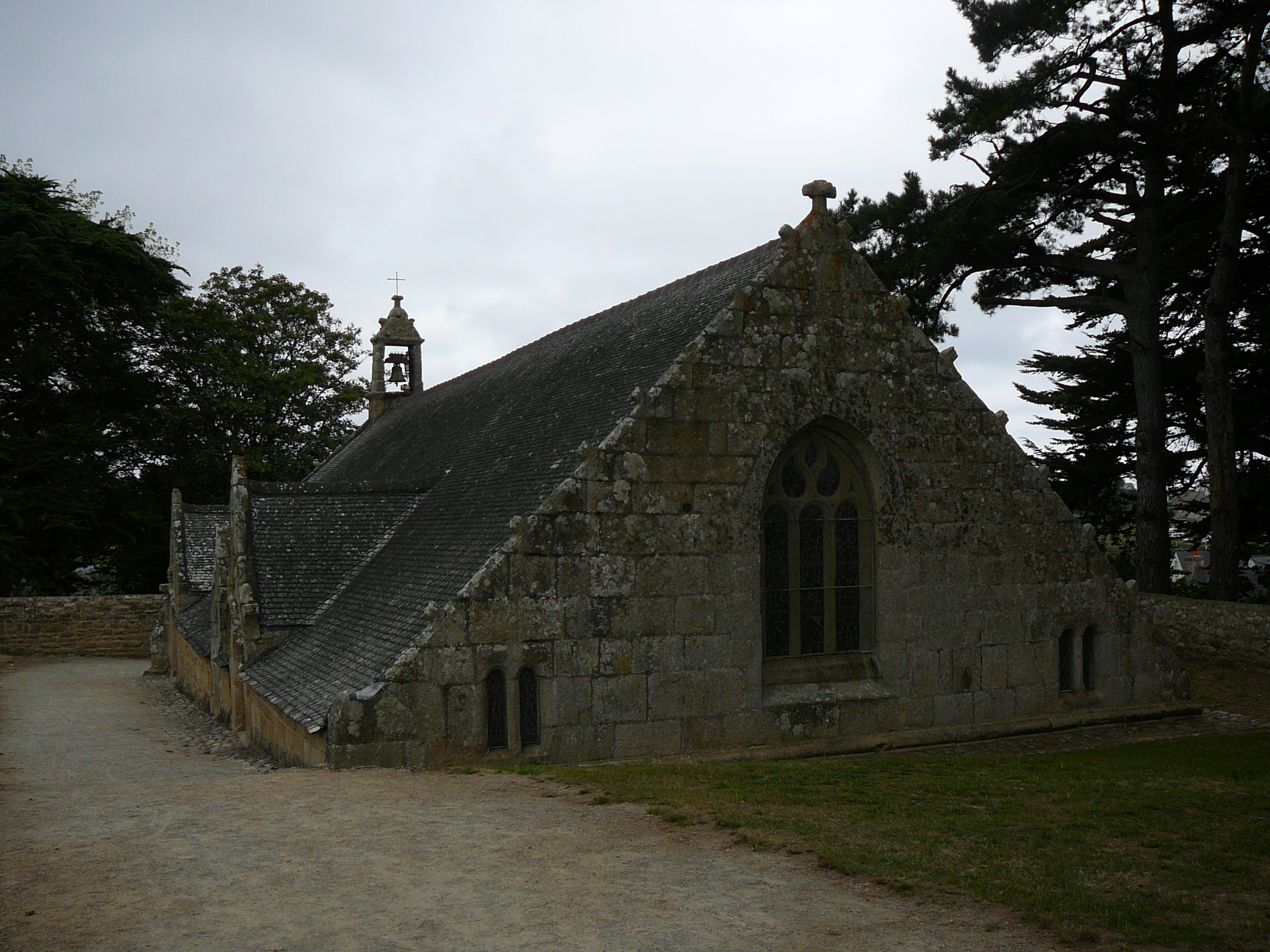
La cappella di Nostra Signora di Port-Blanc

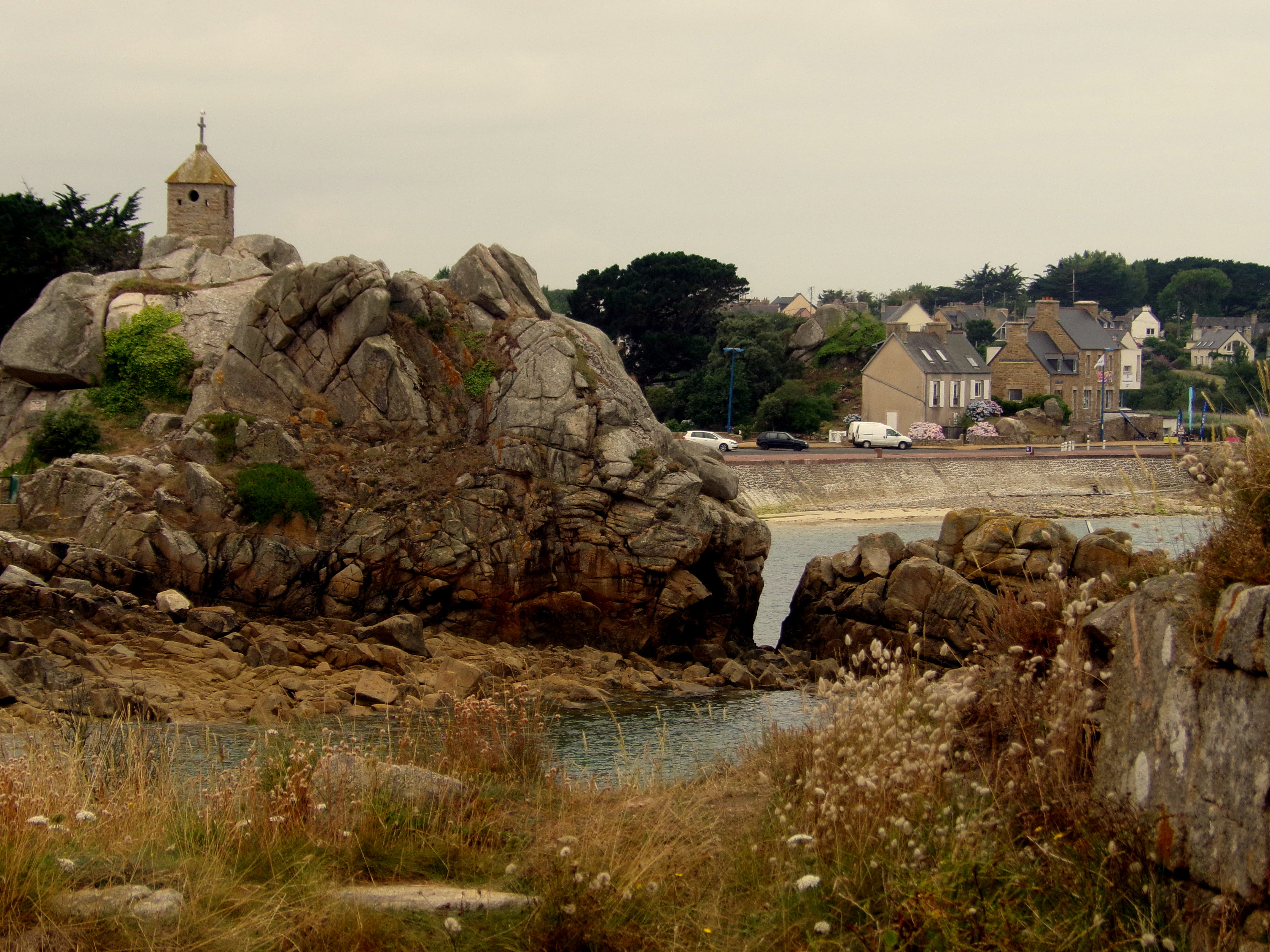
Port-Blanc: la Sentinelle

Tra gli edifici d'interesse di Port-Blanc, figura la cappella di Nostra Signora di Port-Blanc (Chapelle Notre-Dame de Port-Blanc), risalente al XVI secolo.
Gli interni della cappella contengono varie sculture, tra cui una che ritrae San Yves tra il ricco e il povero. All'esterno della cappella si trova inoltre un calvario, in cui sono raffigurati San Yves, San Francesco, San Gioacchino e San Pietro.

#### La Sentinelle
Altro edificio religioso, ma in origine un edificio militare che faceva parte delle fortificazioni cittadine, è la Sentinelle, una piccola cappella situata sulle rocce, le cui origini risalgono agli inizi del XVIII secolo.

### Siti archeologici
A Port-Blanc sono state inoltre rinvenute delle sepolture risalenti al Neolitico.

## Cultura

### Eventi
Il 15 agosto, giorno dell'Assunzione di Maria, ha luogo a Port-Blanc un pardon, che ha come principale luogo di svolgimento la cappella di Nostra Signora di Port-Blanc.

## Economia

### Turismo
Tra le attività turistiche di Port-Blanc, figura il giro a bordo della barca da pesca Ausquémé, effettuabile nei mesi di luglio e agosto.